# Cree River (Fond du Lac River)
Cree River ist ein Fluss im Norden von Saskatchewan in Kanada.
Der Fluss hat seinen Ursprung im Cree Lake, den er nach Nordosten entwässert. Er endet nach etwa 150 km im Black Lake, welcher vom Fond du Lac River durchflossen wird. Letzterer mündet in den Mackenzie River und dieser schließlich in das Nordpolarmeer. Wenige Kilometer vor seiner Mündung in den Black Lake durchfließt der Cree River noch den Wapata Lake.